# Lateinamerika-Zentrum
Das Lateinamerika-Zentrum e.V. (LAZ) in Bonn ist ein gemeinnütziger Verein der Entwicklungszusammenarbeit. Er wurde 1961 von Hermann M. Görgen gegründet, der während des Zweiten Weltkrieges mit einer Gruppe von Regimegegnerinnen und Regimegegnern und Menschen jüdischen Glaubens nach Brasilien geflüchtet war. Nach seiner Rückkehr war es sein Anliegen, notleidenden Menschen in Lateinamerika zu helfen. In diesem Sinne fördert das LAZ Hilfsprojekte in Lateinamerika und unterstützt dadurch die Arbeit lokaler Partnerorganisationen. Mit mehr als 1000 Hilfsprojekten in 17 Ländern Lateinamerikas konnte das LAZ Hilfe zur Selbsthilfe leisten und gemeinsam mit seinen Partnern langfristige und nachhaltige Strukturen zur Armutsbekämpfung schaffen. Der Verein ist weder politisch noch religiös gebunden. Ziel ist es, die Partner zu stärken und sie zu befähigen, die Arbeit nach Abschluss der Finanzierung aus eigenen Kräften fortzusetzen. Daher ist die Unterstützung der Projekte durch das LAZ zeitlich begrenzt angelegt.

## Arbeitsfelder

### In Europa
Das LAZ leistet in Europa entwicklungspolitische Bildungsarbeit. Dabei sieht der Verein seine Aufgabe darin, die Menschen in Europa über die Lebensbedingungen in Lateinamerika zu informieren und sie für Probleme und Ungerechtigkeiten zu sensibilisieren. Andererseits versucht der Verein den kulturellen Reichtum und die kreative Vielfalt der Region zu vermitteln. Ein Beispiel hierfür ist die Wanderausstellung "Die Eine Welt im Sucher", für die Jugendliche aus verschiedenen lateinamerikanischen Ländern und Deutschland ihren Lebensalltag dokumentierten.
Das LAZ hat über die Jahre ein dichtes regionales Netzwerk aufgebaut. Es bestehen Kontakte zu zahlreichen Organisationen der Zivilgesellschaft sowie zu staatlichen und nichtstaatlichen Organisationen der Entwicklungszusammenarbeit und zu regional ansässigen Unternehmen mit Bezug zu Lateinamerika.

### In Lateinamerika
Das Lateinamerika-Zentrum arbeitet vor Ort mit gemeinnützigen Nichtregierungsorganisationen zusammen. Im Vordergrund stehen die Bedürftigkeit der Menschen, die Wirksamkeit der Projekte und die Kompetenz des Partners.
Das LAZ fördert nur solche Projekte, die durch die Eigeninitiative eines vertrauenswürdigen lokalen Partners entstanden sind und bei denen der Gedanke der Hilfe zur Selbsthilfe verfolgt wird. Die Projekte müssen an die örtliche soziale, kulturelle und ökologische Umwelt angepasst sein und einen partizipativen Ansatz gewährleisten. Im Vordergrund steht die Nachhaltigkeit der Projekte, sie sollen zu einer dauerhaften Verbesserung der Lebenssituation der Zielgruppe führen.

### Projektbereiche und -ziele
Das Lateinamerika-Zentrum unterstützt in verschiedenen Bereichen Projekte der Armutsbekämpfung und zur Verbesserung der Lebensbedingungen bedürftiger Bevölkerungsgruppen in Lateinamerika. Die Projekte befinden sich sowohl in ländlichen Gegenden als auch in Großstädten.
Bei seiner Zusammenarbeit mit den lokalen Partnern verfolgt das LAZ folgende Ziele:
- Verbesserung der Bildungssituation von bedürftigen Kindern und Jugendlichen aus ländlichen Gebieten oder aus den Elendsvierteln der Großstädte.
- Förderung von Straßenkindern
- Einrichtung und Durchführung von Ausbildungskursen für bedürftige Jugendliche und junge Erwachsene in den Bereichen Landwirtschaft, Handwerk, Hauswirtschaft, Büroverwaltung und im Dienstleistungsbereich
- Förderung von Frauen durch berufliche Ausbildung, Gesundheits- und Ernährungsberatung und durch Vorbereitung auf die Führung von Kleinunternehmen
- Förderung von Kleinstunternehmerinnen durch Weiterbildung in betriebswirtschaftlichen und verwaltungstechnischen Themen
- Stärkung der ländlichen Entwicklung zur Verringerung der Migration vom Land in die Städte und zur Verbesserung der Lebensbedingungen von Kleinbauern
- Bau von Gesundheitszentren und Durchführung von Kampagnen zur gesundheitlichen Aufklärung
- Umwelt- und Klimaschutz
- Förderung indigener Gemeinschaften im Einklang mit ihren eigenen Vorstellungen und Bedürfnissen[7][8]

## Finanzierung
Die geförderten Projekte werden mit öffentlichen Geldern (EU, BMZ, InWEnt), Spenden und anderen privaten Mitteln finanziert.